# عایشه مالک
عایشه مالک زادهٔ ۳ ژوئن ۱۹۶۶) از ۲۷ مارس ۲۰۱۲ قاضی دادگاه عالی لاهور در پاکستان بوده‌است. در ۶ ژانویه ۲۰۲۲، کمیسیون قضایی پاکستان او را به عنوان اولین قاضی زن دادگاه عالی پاکستان تأیید کرد. او در ۲۴ ژانویه ۲۰۲۲ به عنوان قاضی سوگند یاد کرد.

## سنین جوانی و تحصیل
عایشه تحصیلات اولیه خود را از مدارس پاریس و نیویورک گذراند و سطوح A Levels را از مدرسه دخترانه فرانسیس هالند در لندن گذراند. تحصیلات او در پاکستان شامل ارشد کمبریج از مدرسه گرامر کراچی و لیسانس بازرگانی از دانشکده دولتی بازرگانی و اقتصاد کراچی بود. او تحصیلات اولیه حقوقی خود را در کالج حقوق پاکستان در لاهور گذراند. او متأهل و دارای سه فرزند است.

## حرفه حقوقی
عایشه کار حقوقی خود را با کمک به آقای فخرالدین جی ابراهیم در شرکت حقوقی فخرالدین جی ابراهیم در کراچی از سال ۱۹۹۷ تا ۲۰۰۱ آغاز کرد. ۲۷ مارس ۲۰۱۲، عایشه قاضی دادگاه عالی لاهور شد. تاریخ بازنشستگی مورد انتظار او ۲ ژوئن ۲۰۲۸ بود. در ژانویه ۲۰۱۹، عایشه ملک، رئیس کمیته تازه تأسیسی برای حمایت از زنان قاضی در لاهور، پاکستان شد. این کمیته توسط رئیس دادگاه عالی لاهور برای اقدام علیه هولیگانیسم توسط وکلا در دادگاه‌های ناحیه” علیه قضات زن تشکیل شد. عایشه ریاست کمیته نظارت زن ضابطین قضایی را بر عهده داشته‌است که به بررسی تمام مسائل مربوط به ضابطان قضایی زن می‌پردازد. مالک مسائل زیست‌محیطی را در دادگاه عالی لاهور را بررسی می‌کند و یک قاضی سبز با طرفداری از عدالت زیست‌محیطی است.
در ژانویه ۲۰۲۲، او به عنوان قاضی دادگاه عالی پاکستان سوگند یاد کرد. او اولین قاضی زن دیوان عالی کشور شد.